# OpenGL ES
OpenGL ES (Open Graphics Library for Embedded Systems, OpenGL för inbyggda system)  är en delmängd av OpenGL 3D-grafik, programmeringsgränssnitt (API) avsedda för inbyggda system som i mobiltelefoner, handdatorer och spelkonsoller. OpenGL ES förvaltas av det icke-vinstinriktade teknik-konsortiet Khronos.